# ICE-SAR

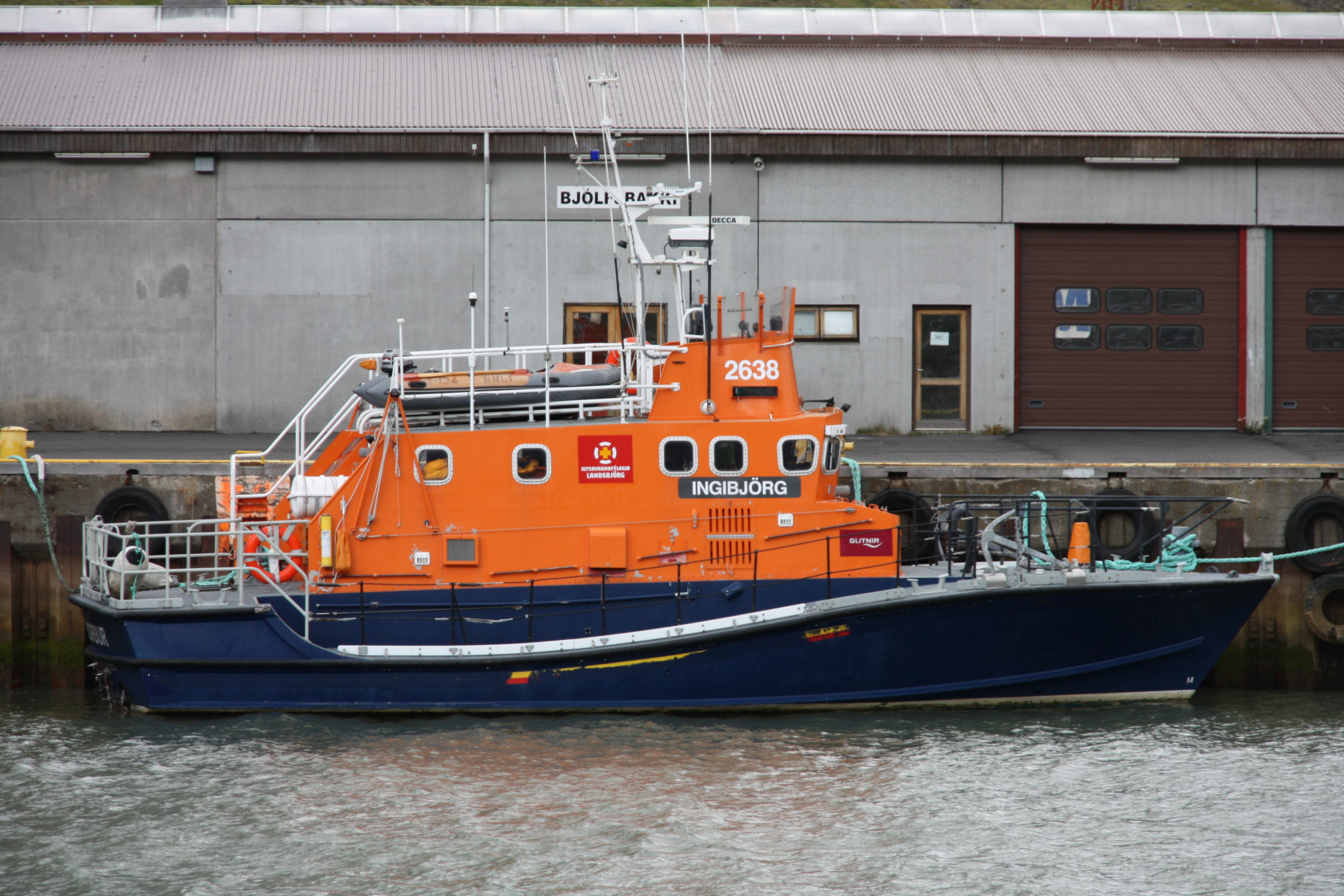
ICE-SAR-Seenotrettungsboot Ingebjörg in Seyðisfjörður

Die Icelandic Search And Rescue Association (kurz ICE-SAR, isländisch Slysavarnafélagið Landsbjörg) ist die isländische Rettungsorganisation für Luft-, Land- und Wasserrettung.

## Ausgangssituation
Die Insel Island weist eine Fläche von 103.000 km² auf und liegt umgeben vom Nordatlantik um den 64° Breitengrad. Die Besiedlung der Insel konzentriert sich auf die Küstenregionen, dennoch ist auch dort die Einwohnerdichte mit insgesamt nur 300.000 Isländern relativ niedrig. Große Gebiete sind nach wie vor frei von menschlichen Einflüssen und das zentrale Hochland ist so gut wie nicht besiedelt. Die Insel weist mehrere große Gletschergebiete, Vulkane, Geröllwüsten und eine enorme Reliefenergie auf. Jedes Jahr ereignen sich allerorten unvorhersehbare Aktivitäten aufgrund der vielen geothermischen Aktivitäten. Vulkanausbrüche, Erdbeben, extreme Wetterlagen und starker Schneefall sind Naturphänomene, mit denen die Menschen auf Island regelmäßig umgehen müssen. Der kleine Staat Island verfügt über keine Armee und nur über eine kleine Küstenwache mit einigen Schiffen und Flugzeugen.

## Geschichte
Nichtstaatliche Organisationen spielten bei Hilfseinsätzen auf Island schon immer eine wichtige Rolle. ICE-SAR geht auf ein erstes Westman Island Rescue Team (Björgunarfélag Vestmannaeyja) von 1918 zurück. Auch in der Seenotrettung hat die SAR-Arbeit auf Island eine lange Tradition. In den 1920er Jahren ereigneten sich eine Reihe schwerer Unfälle. Die freiwilligen SAR-Rettungsteams entlang der Küste retteten im Laufe der Jahre viele hundert Menschen in Seenot unter Einsatz ihres Lebens. 
ICE-SAR ist stolz auf die Einführung vieler moderner Rettungsmittel auf der Insel: Der erste Rettungskreuzer und der erste Rettungshelikopter wurden von ICE-SAR eingeführt, genauso wie Maßnahmen zur Verkehrssicherheit und ein automatisches Schiffs-Positionssystem. Auch ein Survival Training Centre geht auf die Initiative der Organisation zurück. 1999 schlossen sich die verschiedenen Rettungseinheiten zu ICE-SAR zusammen.

## Organisation

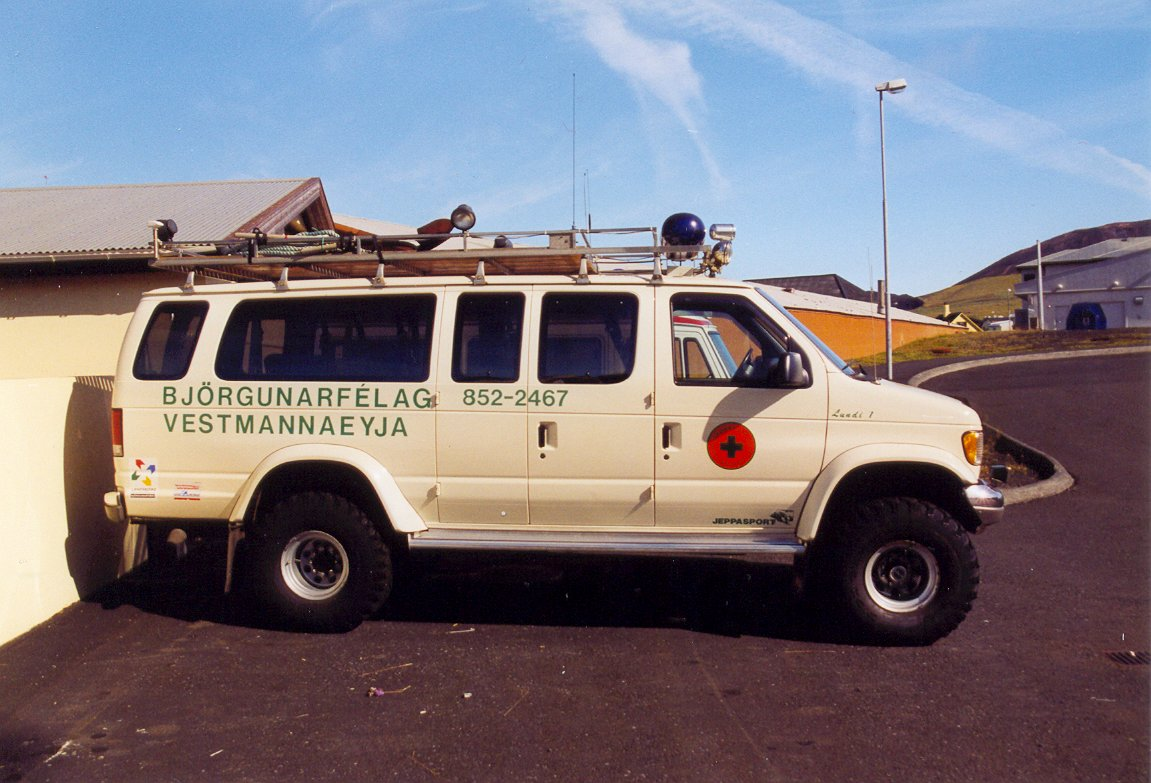
Geländegängiges Fahrzeug eines ICE-SAR Teams in Heimaey (2000)

ICE-SAR verbindet in einer Organisation alle gängigen Rettungseinheiten: Bergrettung, Katastrophenschutz, Wasserrettung, Seenotrettung und Luftrettung. ICE-SAR rekrutiert sich aus tausenden Freiwilligen, die in den Rescue-Teams der Organisation mitarbeiten. Neben den Rescue-Teams gibt es eine Unfallverhütungsabteilung und eine Jugendabteilung. Präsident der Organisation ist Smári Sigurðsson.
Bei Hellissandur im Westen Islands betreibt die Organisation ein kleines Ausbildungszentrum. Sie nutzt die ehemalige Anlage des US-Militärs um die Sendeanlage Gufuskálar u. a. für Erdbeben-Übungen für ihre Spürhunde-Teams.

### Search and Rescue Teams

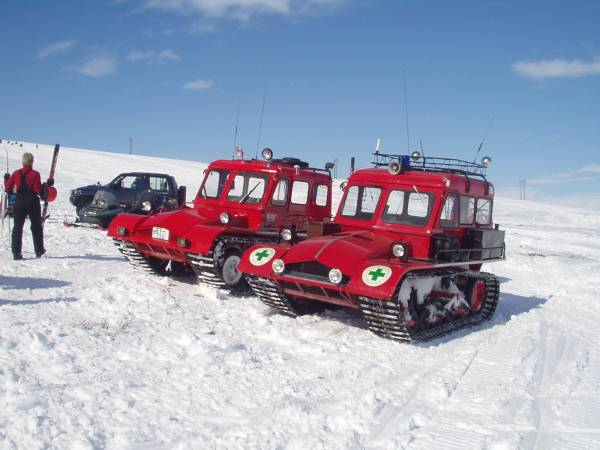
ICE-SAR Snowmobiles in Nord-Island

Den Kern der ICE-SAR-Arbeit bilden die rund 100 Rescue-Teams. Sie sind über ganz Island verteilt und halten insgesamt 3000 Freiwillige vor, die jederzeit zum Einsatz bereit sind. Die Teams sind für SAR-Operationen an Land, meist im hochalpinen Gelände und auf der teils sehr stürmischen See um Island trainiert. Die Teams werden für ihre Spezialgebiete regelmäßig geschult. Ihnen stehen geländegängige Fahrzeuge, Schneemobile und Rettungsboote zur Verfügung. 
In den letzten Jahren wurde die Spezialisierung weiter ausgebaut, so dass nun folgende Teams zur Verfügung stehen: Land-Teams, See-Teams, Taucher-Gruppen (Rettungstaucher), Bergrettungs-Teams, Rettungshunde-Gruppen etc.

### Maritime Safety Section und Seenotrettung

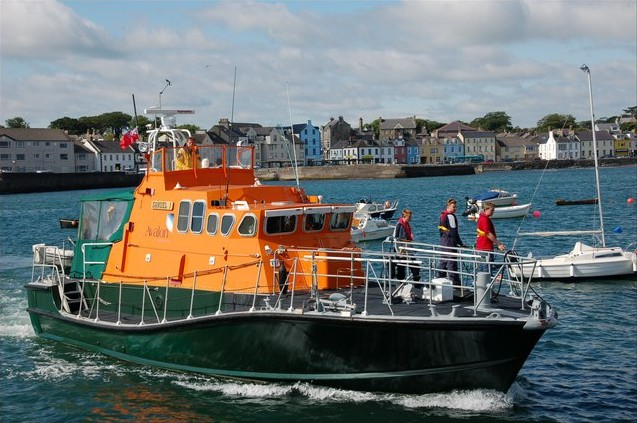
ICE-SAR nutzt Seenotrettungsboote, die sie teilweise, wie die Arun-Boote (hier: Samuel J in Donaghadee, UK), von der britischen Seenotrettung gekauft hat.

ICE-SAR besitzt 14 Seenotrettungsboote, die rund um Island stationiert sind. 1987 wurde ein ständig besetztes MRCC durch die isländische Küstenwache ICG eingerichtet, welche auch die Seenotrettungseinsätze von ICE-SAR-Schiffen mit koordiniert. Seit 1955 verfügt die Küstenwache auch über Flugzeuge und seit den 1960er Jahren über Helikopter. Diese Helikopter unterstützen die Einsätze von ICE-SAR auf See, aber auch an Land. 
Das Maritime Safety and Survival Training Centre (MSSTC) von ICE-SAR führt seit 1985 Sicherheitstrainings durch. Die Trainings werden meist von den Besatzungen der Fischereiboote wahrgenommen. Ein isländisches Gesetz gibt ein Sicherheitstraining für neue Fischer vor.

### Travellers Reporting Service
ICE-SAR betreibt einen sogenannten Travellers Reporting Service. Wanderer können sich bei ICE-SAR melden und Angaben über ihre geplanten Wanderungen hinterlassen. Sollten sie sich nicht zurückmelden, beginnt ICE-SAR nachzuforschen und gegebenenfalls Hilfsmaßnahmen einzuleiten. Wanderer können sich direkt am ICE-SAR-HQ in Reykjavík melden und erhalten dort auch Beratung über eventuelle Gefahren ihres Vorhabens.

### PLB
Personal Location Beacons sind personenbezogene Baken, mit denen auf der Frequenz 406 MHz ein personalisierter Notruf abgesetzt werden kann. Sie sind Teil des Cospas-Sarsat-System. Die Geräte können von ICE-SAR gemietet werden.

### Notfallhütten

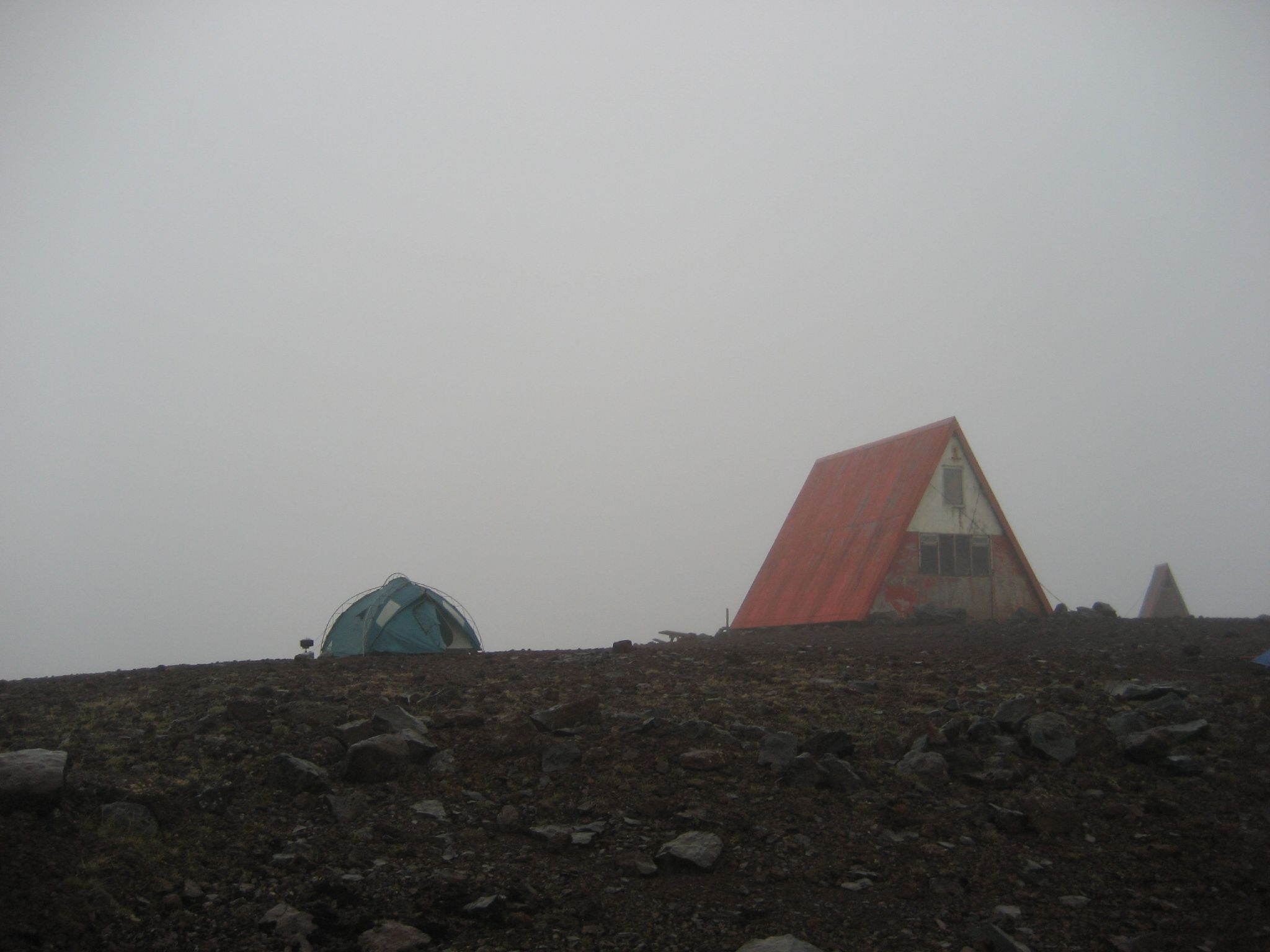
Notfallhütte bei Fimmvörðuháls

ICE-SAR ist auch zuständig für eine traditionelle isländische Einrichtung: die landesweit vorhandenen Notfallhütten (emergency shelter) in abgelegenen Küstenregionen und in den Bergen. Die Hütten sind mit einem Funkgerät ausgestattet und dienen für in Not befindliche Personen als Anlaufpunkt. Meist sind sie orange-rot gestrichen. In den letzten Jahren wurde Vandalismus auch auf Island zu einem größeren Problem: Touristen zweckentfremdeten die Hütten und zogen so den Ärger vieler freiwilliger isländischer Helfer auf sich, die die Hütten ehrenamtlich betreuen.

## Alarmierung
ICE-SAR kann über den isländischen Telefonnotruf, über Seefunk und 2-m-Amateurfunk-Kanäle alarmiert werden.
- europäische Notrufnummer (auch Mobiltelefon): 112
- Nachrichtenservice von ICE-SAR zur Gefahren- und Wetterlage in den Bergen: +354 570-5900
- telefonisch von See (Küstenwache): +354 511 3333

## Internationale Einsätze
Teams von ICE-SAR erhielten als eine von wenigen Teams weltweit die IEC Classification der INSARAG (International Search and Rescue Advisory Group), die unter dem Dach der Vereinten Nationen arbeitet. ICE-SAR-Teams gehören zu den First Response Teams bei internationalen Großschadenslagen.